# 海地社會階級
海地的社會階層，是根據財富、收入、教育、職業類型以及特定亞文化或社交網絡的成員對人們進行階級劃分，但在法屬聖多明戈殖民地時期（1625-1804 年）以來，種族並未在決定社會階層方面發揮重要作用。

## 殖民地時代
在殖民時期，法國人在聖多明戈強加了類似於西班牙美洲帝國的卡斯塔制度的三層社會結構。在社會和政治階梯的頂端是白人精英 (grands blancs)。在社會結構的最底層是被奴役的黑人（noirs），他們中的大多數都出生在西非。在白人精英和奴隸之間出現了第三個群體，即自由人（affranchis），他們中的大多數是白人奴隸主和女黑奴的後裔。一些被解放的穆拉托人從他們的白人父親那裡繼承了土地，變得相對富裕並擁有奴隸（在聖多明戈，可能多達四分之一的奴隸屬於自由有色人種）。儘管如此，種族守則使混血兒在社會和政治上低於白人。白人精英和黑奴之間還有貧窮的白人，他們認為自己在社會上優於混血兒，即使他們有時發現自己在經濟上不如他們。
聖多明戈在1791年的519,000人口中，87%是奴隸，8%是白人，5%是自由人(黑白混血兒和被釋放的黑奴)。由於生活和工作條件惡劣，被奴役的黑人死亡率極高，因此要不斷輸入新的奴隸來代替死去的奴隸。因此，在1791年海地革命時，大多數起義的奴隸是出生在非洲而不是聖多明格(只有奴隸的指揮官生於當地)。
海地革命改變了該國的社會結構。殖民統治階級和大部分白人被殺害或驅逐，種植園經濟在很大程度上遭到破壞。最早的黑人和混血兒領導人試圖通過嚴格的軍事控制來恢復依賴於基本自由勞動力的種植園系統，但該系統在亞歷山大·佩蒂翁 (1806-18) 任職期間崩潰了。海地革命破壞了種植園，並在前奴隸之間分配了土地。通過這個過程，新的海地上層階級失去了對土地和勞動力的控制，而這正是殖民控制的經濟基礎。為了保持其優越的經濟和社會地位，新的海地上層階級不再從事農業活動，轉而從事更多基於城市的活動，尤其是政治活動。
19世紀的海地統治階級由兩個群體組成：城市精英和軍事領袖。城市精英主要是一群受過教育、相對富裕且講法語的混血兒。然而，軍隊是海地弱勢黑人進步的一種手段。在與軍隊不斷變化且常常令人不安的聯盟中，城市精英統治著國家，並使農民遠離國家事務。城市精英提倡法國的規範和模式，作為將自己與農民區分開來的一種手段。因此，法語和法式舉止、羅馬天主教和淺膚色是高社會地位的重要標準。精英們蔑視體力勞動、工業和商業，而青睞法律和醫學等更上流的職業。
20世紀出現了一個規模雖小但在政治上很重要的中產階級。儘管社會流動性略有增加，但傳統精英仍保留了他們的經濟優勢。在大多數情況下，農民繼續被排除在國家事務之外，但到1980年代，這種孤立已顯著減少。儘管如此，農村地區的經濟困難導致許多耕種者遷移到城市尋求更高的生活水平，從而增加了城市下層階級的規模。

## 上層階級
在1980年代，海地的上層階級僅佔總人口的2%，但控制了約44%的國民收入。上層階級不僅包括三十多年沒有控制政府的傳統穆拉托人精英，還包括通過與弗朗索瓦·杜瓦利埃及其兒子讓-克洛德·杜瓦利埃政府的聯繫而變得富有和強大的個人。受教育機會的增加幫助一些黑人進入了上層階級的行列。其他人則能夠向上移動，因為他們在工業或進出口業務中積累了財富。 
傳統精英在貿易、工業、房地產和專業領域佔據重要地位，他們被認定為“望族”的成員，這些家庭擁有幾代人公認的地位和名字。作為精英的一員，還需要對文化有透徹的了解，尤其是法國的習俗。淺膚色和直發仍然是這一群體的重要特徵。法國姓氏在混血精英中很常見，但19世紀末和20世紀初，來自歐洲和中東的移民增加，將德語、英語、丹麥語和阿拉伯語名字引入了名冊。
海地唯一被描述為少數民族的群體是阿拉伯裔海地人，他們是敘利亞、黎巴嫩和巴勒斯坦商人的後裔，他們在19世紀後期開始抵達海地和加勒比地區的其他地方。從一開始，作為成衣和其他乾貨的流動小販，阿拉伯人就進入了進出口部門，引起了海地人和外國競爭對手的敵意。儘管如此，阿拉伯人仍然存在。許多人以法語和克里奧爾語為首選語言，成為海地公民，融入上層和中產階級。他們以前被精英穆拉托家族唾棄並被排除在最好的機構之外，現在阿拉伯人開始與精英海地人通婚，並參與上流社會生活的方方面面，包括進入工業等。

## 中產階級
中產階級也被稱為資產階級，在19世紀時基本上不存在。但在美國占領海地時期（1915-34），它變得更加明確。專業軍隊的建立和政府服務的擴大促進了海地中產階級的發展。1920年代的教育改革、黑人性意識的高漲以及二戰後的經濟繁榮浪潮也促成了階級的加強。在1980年代後期，中產階級可能只佔總人口的不到 5%，但它正在增長，並且在政治上變得越來越強大。
穆拉托人精英在1930年代和1940年代初期統治了政府，並挫敗了黑人中產階級的政治抱負。迪馬瑟·埃斯蒂梅總統（1946-50 年）上台時旨在加強中產階級。至少在1970年代，杜瓦利埃政府還聲稱效忠於黑人中產階級。在杜瓦利埃時期，許多黑人中產階級將他們的經濟安全歸功於政府。然而，這一階層的一些人從制度化的腐敗中受益。
中產階級的一些成員在1980年代獲得了政治權力，但大多數人仍然缺乏安全感。海地中產階級成員的標準包括非手工職業、中等收入、識字和精通法語。海地中產階級為自己和子女尋求向上流動，他們認為教育和居住城市是獲得更高地位的兩個關鍵。儘管海地中產階級試圖效仿上層階級的生活方式，但他們憎恨精英的社會優越感和膚色偏見。中產階級中最常見的矛盾是海地人的非洲傳統和法國文化之間的衝突。

## 農民
海地的農民約佔總人口的75%，與拉丁美洲大部分地區的農民不同，海地的大多數農民自19世紀初以來就擁有一小塊土地(這是佩蒂翁土地改革的結果)。土地是最寶貴的農村商品，農民家庭不遺餘力地保留土地並增加他們的財產。
農民一般可以控制他們的土地，但許多人對他們的土地缺乏明確的所有權。海地從未進行過正式地籍調查，但很可能許多家庭在沒有更新土地所有權的情況下世代相傳。男性和女性繼承人均可平均分配土地導致農田變得太小而無法保證測量員的高成本。繼承人在佔有土地之前偶爾會對其進行調查，但更常見的是，繼承人在社區證人和公證人在場的情況下在他們之間分配土地。有些繼承的土地沒有分割，而是共同使用，例如用作牧場，或者由繼承人輪流耕種。家庭通常出售土地以籌集現金以應付葬禮等意外事件或支付移民費用。購買者持有土地時通常持有公證文件，而不是正式地契。
農民根據擁有的財產數量劃分階層。許多農民以佃農身份耕種土地，有些人希望最終繼承他們耕種的土地。一些佃農除了為他人工作外，還擁有並耕種自己的土地。 完全依靠僱傭勞動的失地農民的數量可能很少。農業工資如此之低，以至於被剝奪土地的農民可能會遷移到城市地區尋求更高的收入。富裕的農民通過控制資本和在地方政治中的影響力來維持他們的經濟地位。  

## 城市貧民
城市下層階級在1980年代初期約佔總人口的15%，主要集中在太子港和主要沿海城鎮。來自農村地區的移民的增加極大地促進了這一階層的增長。然而，工業增長不足以吸收迅速發展的城市化所產生的剩餘勞動力；城市地區的失業和就業不足非常嚴重。這個群體的一個突出特點是對下一代教育的承諾。儘管經濟困難，城市下層階級的父母還是做出了真正的努力，讓他們的孩子在整個小學課程中都能上學。通過教育和政治參與，下層階級的一些成員實現了向中產階級的流動。
最貧窮的城市下層階層生活在海地最差的衛生和健康條件下。根據世界銀行報告，1976年太子港三分之一的人口居住在每公頃1,000多人的密度中。最貧困的家庭每人一天消耗的用水僅為7升，用於做飯、飲用和打掃衛生，他們花費了大約每天五分之一的收入來獲得它(逐次購買，因沒水龍頭)。對於其中許多家庭而言，1980 年代的收入和生活條件日益惡化。